# نوویه کاراکیوره
نوویه کاراکیوره (به لاتین: Novoye Karakyure) یک منطقهٔ مسکونی در روسیه است که در شهرستان دوکوزپارینسکی واقع شده‌است.